# 苏莱里·卡西夫·阿里
苏莱里·卡西夫·阿里（Sulehri Kashif Ali，1986年4月6日—），巴基斯坦男子羽毛球運動員。

## 簡歷
2016年2月，苏莱里·卡西夫·阿里代表巴基斯坦參加在印度古瓦哈提舉行的南亞運動會羽毛球比賽，與里兹万·阿扎姆合作赢得男子雙打銅牌。同年10月，他出戰巴基斯坦國際系列賽，又與里兹万·阿扎姆贏得男子雙打冠軍。

## 主要比賽成績
只列出曾進入準決賽的國際賽事成績：
| 年份   | 賽事                     | 公開賽級別 | 項目     | 拍檔          | 成績 |
| ------ | ------------------------ | ---------- | -------- | ------------- | ---- |
| 2016年 | 南亞運動會羽毛球比賽     | 其他       | 男子團體 | －            | 銅牌 |
| 2016年 | 南亞運動會羽毛球比賽     | 其他       | 男子雙打 | 里兹万·阿扎姆 | 銅牌 |
| 2016年 | 巴基斯坦羽毛球國際系列賽 | 國際系列賽 | 男子雙打 | 里兹万·阿扎姆 | 冠軍 |
| 2016年 | 尼泊爾羽毛球國際系列賽   | 國際系列賽 | 男子雙打 | 里兹万·阿扎姆 | 亞軍 |
| 2017年 | 巴基斯坦羽毛球國際系列賽 | 國際系列賽 | 男子雙打 | 里兹万·阿扎姆 | 冠軍 |

| 2007-2017年 | 首要超級賽 | 超級賽 | 黃金大獎賽 | 大獎賽 | 國際挑戰賽 | 國際系列賽 | 未來系列賽 | 其他 |

| 2018-2026年 | 總決賽 | 超級1000賽 | 超級750賽 | 超級500賽 | 超級300賽 | 超級100賽 | 國際挑戰賽 | 國際系列賽 | 未來系列賽 | 其他 |